# 할라카
할라카(Halakha, 히브리어:  הֲלָכָה)는 성경법 (613 계명)과 탈무드, 랍비법, 관습과 전통을 포함한 유대교의 종교법이다. 유대법이라고도 한다.
유대교의 종교 전통은 종교, 국가, 인종, 민족적 실체에 대한 명확한 구별은 하지 않는다. 그러나 할라카는 종교적 실천과 믿음뿐 아니라 수많은 측면의 일상 생활을 안내한다.

## 같이 보기
- 율법폐기론
- 샤리아